# Poulet au vinaigre
Poulet au vinaigre is een Franse misdaadfilm uit 1985 onder regie van Claude Chabrol.

## Verhaal
Mevrouw Cuno en haar zoon Louis worden lastiggevallen door hun buren, die willen dat ze haar huis verkoopt. Door een mislukte grap van Louis verongelukt een van die buren. Een andere buurman wordt ondertussen verdacht van moord op zijn vrouw omdat ze verdwenen lijkt. Inspecteur Lavardin zoekt de zaak uit...

## Rolverdeling
| Acteur                | Personage                |
| --------------------- | ------------------------ |
| Jean Poiret           | Inspecteur Jean Lavardin |
| Stéphane Audran       | Mevrouw Cuno             |
| Michel Bouquet        | Hubert Lavoisier         |
| Jean Topart           | Dr. Philippe Morasseau   |
| Lucas Belvaux         | Louis Cuno               |
| Pauline Lafont        | Henriette                |
| Caroline Cellier      | Anna Foscari             |
| Andrée Tainsy         | Marthe                   |
| Jean-Claude Bouillaud | Gérard Filiol            |
| Jacques Frantz        | Alexandre Duteil         |
| Albert Dray           | André                    |
| Josephine Chaplin     | Delphine Morasseau       |